# Curb Records
Curb Records — американський лейбл звукозапису, створений 1973 року.
Засновником лейблу Curb Records став Майк Керб, продюсер та автор пісень з Каліфорнії. Свій перший лейбл звукозапису Sidewalk Records він заснував в середині 1960-х років в Лос-Анджелесі, коли йому було лише 18 років. В партнерстві з підрозділом Capitol Tower Records 1965 року вийшов перший сингл, записаний Кербом разом із його гуртом The Arrows, інструментальна композиція «Apache '65». Надалі Керб видавав записи рок-, поп- та кантрі-виконавців, таких як Stone Poneys, The Electric Flag і Генк Вільямс-молодший. Окрім цього, наприкінці 1960-х років він відкрив підрозділ, що випускав християнську музику. 1969 року компанія Керба об'єдналася з MGM Records, а сам Керб очолив новий лейбл, а також джазовий підрозділ Verve Records.
1973 року Майк Керб залишив MGM та заснував власний лейбл Curb Records. Серед партнерів лейблу в різні часи були Warner Bros. Records, RCA, Capitol та MCA. Компанія Керба видавала записи таких виконавців, як Шон Кессіді, Деббі Бун, The Bellamy Brothers, Exile, The Judds, Sawyer Brown. Окрім цього, Майк Керб пішов у політику та 1978 року був обраний лейтенант-губернатором штату Каліфорнія.
1992 року штаб-квартира Curb Records переїхала до Нашвілла, після чого на лейблі виходили записи багатьох кантрі-артистів, серед яких Ліенн Раймс, Тім Макгро, Джо Ді Мессіна та Лайл Ловетт. На початку 2000-х років лейбл видавав до 15 % всіх кантрі-записів у США, а 2001 року отримав від Billboard нагороду як «Кантрі-лейбл року». Також 2001 року Керб придбав частину компанії Word Entertainment Group, що видавала християнську музику, а 2016 року повністю викупив лейбл Word Records.